# Меньшов, Дмитрий Петрович
Дмитрий Петрович Меньшов (1855—1918) — начальник Киевского артиллерийского склада, генерал-лейтенант.

## Биография
Окончил 1-ю Московскую военную гимназию (1872) и 3-е военное Александровское училище (1874), откуда выпущен был прапорщиком в 31-ю артиллерийскую бригаду.
Участвовал в русско-турецкой войне, за боевые отличия был произведен в штабс-капитаны (1877) и награжден тремя орденами. По окончании войны состоял старшим адъютантом управлений начальника артиллерии 9-го (1878—1880) и 10-го (1880) армейских корпусов. В 1881 году был произведен в капитаны «за отличие по службе». Затем состоял помощником старшего адъютанта Харьковского окружного артиллерийского управления (1880—1882), старшим адъютантом того же управления (1882—1889) и, наконец, старшим адъютантом артиллерийского управления Киевского военного округа (1889—1894). Был произведен в подполковники (ст. 25.12.1891).
15 августа 1894 года назначен помощником начальника Киевского окружного артиллерийского склада. Произведен в полковники 6 декабря 1897 года «за отличие по службе». 7 октября 1908 года назначен начальником Киевского артиллерийского склада. Произведен в генерал-майоры 6 декабря 1908 года. Состоял членом Киевского отдела Русского военно-исторического общества, где занимал должность товарища председателя архивной и библиотечной комиссии.
С началом Первой мировой войны, 17 июня 1915 года назначен помощником начальника артиллерийских снабжений армий Юго-Западного фронта. Произведен в генерал-лейтенанты 6 декабря 1916 года «за отлично-усердную службу и труды, понесенные во время военных действий».
По свидетельству дочери Наталии, был ранен стилетом неизвестными в Житомире. Ранение повредило хребет, парализовало и через несколько дней он умер.
Умер 4 января 1918 года. Был похоронен на Аскольдовой могиле.
Был женат, его дочь Наталья Дмитриевна Полонская-Василенко (1884—1973) — украинский историк.

## Награды
- Орден Святого Станислава 3-й ст. с мечами и бантом (1877)
- Орден Святой Анны 3-й ст. с мечами и бантом (1879)
- Орден Святой Анны 4-й ст. (1879)
- Орден Святой Анны 2-й ст. (1886)
- Орден Святого Владимира 3-й ст. (1901)
- Орден Святого Станислава 1-й ст. (ВП 6.12.1911)
- Орден Святой Анны 1-й ст. (ВП 19.02.1915)
- Орден Святого Владимира 2-й ст. (ВП 23.09.1915)